# Зелёное (Восточно-Казахстанская область)
Зелёное (каз. Зелёное) — упразднённое село в Уланском районе Восточно-Казахстанской области Казахстана. Точная дата упразднения не установлена.

## История
Немецко-русское село основано в 1912 г. на земельном участке Кара-Булак.

## Население
| год     | 1926 |
| ------- | ---- |
| человек | 401  |